# Viola Poley
Viola Poley (Berlijn, 13 april 1955) is een voormalig Oost-Duits roeister.
Poley werd in 1976 olympisch kampioen in de dubbel-vier-met-stuurvrouw. Een jaar later in Amsterdam won Poley de wereldtitel in de dubbel-vier-met-stuurvrouw.

## Resultaten

### Olympische Zomerspelen
| Jaar | Plaats   | Resultaten                        |
| ---- | -------- | --------------------------------- |
| 1976 | Montreal | in de dubbel-vier-met-stuurvrouw. |

### Wereldkampioenschappen roeien
| Jaar | Plaats    | Resultaten                       |
| ---- | --------- | -------------------------------- |
| 1977 | Amsterdam | in de dubbel-vier-met-stuurvrouw |

1976: Anke Borchmann & Jutta Lau & Viola Poley & Roswietha Zobelt & Liane Weigelt ·
1980: Sybille Reinhardt & Jutta Ploch & Jutta Lau & Roswietha Zobelt & Liane Buhr·
1984: Maricica Țăran & Anișoara Sorohan & Ioana Badea & Sofia Corban & Ecaterina Oancia